# فرد هيغينبوثمان
فرد هيغينبوثمان هو لاعب اللاكروس كندي، ولد في 1868 في Bowmanville ‏ في كندا، وتوفي في 7 سبتمبر 1896.